# Bichelsee (Gewässer)
Der Bichelsee liegt auf der Grenze zwischen den Kantonen Zürich und Thurgau auf dem Gebiet der Gemeinden Turbenthal und Bichelsee-Balterswil in der Schweiz. Zwei Drittel des Sees befinden sich auf Thurgauer Kantonsgebiet.

## Beschreibung
Der eher flachgründige Naturweiher liegt auf einer Höhe von 590 m ü. M. Er wird von mehreren kleinen Bächen gespiesen und durch den Seebach entwässert. Der 9,7 Hektar grosse See ist rund 500 Meter lang, 400 Meter breit und 7 Meter tief. Das hügelige, durch die verschiedenen Eiszeiten geformte Gebiet rund um den See ist torfhaltig und gehört zum sogenannten Tannzapfenland im Hinterthurgau.
Auf der Westseite des Sees befindet sich ein Strandbad mit einem Kiosk. Dort können auch Ruderboote gemietet werden. Das Baden im See ist nur innerhalb des Strandbades gestattet.
Rund 300 Meter vom Ufer entfernt befindet sich auf zürcherischem Gebiet der Weiler Seelmatten. Der Weiler Niederhofen auf der Ostseite ist noch etwas weiter entfernt. Bis zum Ort Bichelsee sind es rund anderthalb Kilometer, nach Turbenthal rund fünf Kilometer.

## Erreichbarkeit
Die Region um den Bichelsee ist gut durch Strassen erschlossen. Für Motorfahrzeuge stehen beim Strandbad Parkplätze zur Verfügung. Besucher, die mit dem öffentlichen Verkehr anreisen, können direkt mit dem Postauto von Turbenthal zur Station Strandbad Bichelsee fahren.